# زیردریایی میدیوس
زیردریایی میدیوس (به انگلیسی: French submarine Méduse) یک زیردریایی است که طول آن ۶۴٫۴ متر (۲۱۱ فوت) می‌باشد. این زیردریایی در سال ۱۹۳۰ ساخته شد.